# Parque nacional de Azagny
El Parque nacional de Azagny (también escrito Parque nacional de Assagny) en francés: Parc national d'Azagny o bien Parc national d'Assagny) es una reserva natural con una superficie de 19.400 hectáreas, ubicada en Costa de Marfil, a 130 km de Abiyán, en la subprefectura de Grand Lahou y en la desembocadura del río Bandama. La reserva natural fue creada como parque nacional en 1981, además figura como un sitio Ramsar desde 1996.
El parque nacional se encuentra al sur de Costa de Marfil, en la región de las lagunas y en el departamento de Grand Lahou. Situado cerca de la ciudad de Grand-Lahou, limita con el borde occidental de la laguna, pero está separado por un canal que conecta la laguna con el río Bandama. El Bandama constituye su frontera oeste.